# Porcellio assamensis
Porcellio assamensis är en kräftdjursart som beskrevs av Goverdhan Lal Chopra1924. Porcellio assamensis ingår i släktet Porcellio och familjen Porcellionidae. Inga underarter finns listade i Catalogue of Life.